# Anachemmis beattyi
Anachemmis beattyi is een spinnensoort uit de familie Tengellidae. De soort komt voor in de Verenigde Staten. 